# Terreinafscheiding Johanna Westerdijkplein(tje)
Terreinafscheiding Johanna Westerdijkplein(tje) is toegepaste kunst aan het Johanna Westerdijkplein(tje) in Amsterdam-Oost.
Dat pleintje is geen officieel plein, maar kreeg haar naam na een herinrichting van een open gebleven plek tijdens een uitgebreide sanering binnen de Dapperbuurt met name de passerende Pieter Nieuwlandstraat. Er kwamen rondom dat pleintje een aantal artistieke kunstwerken, waarvan een muurschildering en het tegeltableau Bomen, bloemen en planten in vier jaargetijden (2000) van Rick Paauw direct opvallen, omdat ze tegen een zij- en achterwand zijn geplaatst. Het pleintje, eigenlijk een klein groenstrookje in de betonnen buurt, bleek gevoelig voor vandalen en hangjongeren. Rond 2016 vond Stadsdeel Amsterdam-Oost het genoeg en vroeg ontwerpbureaus Redfort en Demakersvan om een natuurlijk uitziende terreinafscheiding. Ontwerper Joep Verhoeven kwam met een ontwerp voor een circa 21 meter lang hekwerk van circa 2 meter hoogte. Het leverde een afrastering op met een natuurlijk uiterlijk, al was het dan wel in roestvast staal. De kunstenaar had eerder in Amsterdam-Zuidoost al een dergelijke terreinafscheiding (Home sweet home) ontworpen voor Sportpark Bijlmer dat echter vele malen groter is. Voor het pleintje in oost kwam hij met een soort brei- en/of borduurwerk van plantvormen; de kunstenaar noemt het zelf “artificial nature” en “Lace fence” (kanten hekwerk). Voor de opvulling waren 14 panelen nodig van gepoedercoat staal met een maaswijdte van 50 bij 50 mm. Het definitief ontwerp dateert van juli 2016. De afbeeldingen houden zich niet aan de kadrering die ontstond bij paneelgrootte. Sommigen steken over naar een vorig en/of volgend paneel. De twee rechter panelen worden in beslag genomen door twee vlinders.